# Bernardo Falcone
Bernardo Nunes Falcone (Río de Janeiro, 31 de agosto de 1983) es un actor brasileño.

## Biografía
Falcone nació y creció en Rio, estudió música a la edad de 12 años. Su debut televisivo fue en 2007 en una pequeña participación en la telenovela SBT, Amigas & Rivais, en el mismo año fue a Disney Channel. 
En 2008 participó en el reality show High School Musical: A Seleção que audicionaría para High School Musical: el desafío, Bernardo fue eliminado en el 4º día sin embargo ganó un papel en la película que se estrenó en 2010.
En 2009 en Disney, Falcone fue un dos protagonistas en el seriado brasileño, Quando Toca o Sino. En 2011 dejó la serie para actuar en la telenovela de Record TV, Rebelde Brasil, jugando a Téo al igual que en la versión mexicana, su personaje fue intimidado en la escuela debido a su aspecto nerd.
En 2012, lanzó la canción pop electrónica, Once Upon a Time.
En 2014 Bernardo actuó en la serie Plano Alto, jugando a Rico. Todavía en 2014 lanzó su primer álbum de estudio, Beatification, y la canción Secret Place con la cantante Jullie.
en 2017 protagonizó la telenovela Belaventura, jugando a Ian. 

### Vida personal
En 2018, Falcone si salió gay para la prensa

## Filmografía

### Televisión
| Año       | Título                         | Personaje         | Notas                 |
| --------- | ------------------------------ | ----------------- | --------------------- |
| 2007      | Amigas & Rivais                | Niño en la fiesta | Episodio: 6 de agosto |
| 2008      | High School Musical: A Seleção | Sí mismo          |                       |
| 2009-2011 | Quando Toca o Sino             | Frederico (Fred)  | Temporadas 1-3        |
| 2011-2012 | Rebelde Brasil                 | Téo Marques       |                       |
| 2014      | Plano Alto                     | Rico              |                       |
| 2017      | Belaventura                    | Ian               |                       |

### Cine
| Año  | Título                          | Personaje | Notas |
| ---- | ------------------------------- | --------- | ----- |
| 2010 | High School Musical: el desafío | Bernardo  |       |